# Dzüünbajan-Ulaan
Dzüünbajan-Ulaan sum (mongoliska: Зүүнбаян-Улаан Сум),  är ett distrikt i Mongoliet.   Det ligger i provinsen Övörchangaj, i den centrala delen av landet, 400 km väster om huvudstaden Ulaanbaatar.